# MARRS
MARRS, stilizzati nel logo M|A|R|R|S, è stato un progetto di musica dance/house composto dal duo degli A.R. Kane, Martin e Steven Young dei Colourbox con la collaborazione dei DJ Chris "C.J." Mackintosh e Dave Dorrell. Hanno pubblicato solo un singolo ma di enorme importanza per l'evoluzione della musica dance, intitolato Pump Up the Volume, che raggiunse il primo posto nella classifica inglese nell'ottobre del 1987.
L'idea del gruppo fu del boss della 4AD, Ivo Watts-Russell, nacque come tentativo sperimentale di fusione dei ritmi soul con la house music, utilizzando le tecniche del campionamento e dello scratching.
Il gruppo si sciolse nello stesso anno.

## Formazione
- Alex Ayuli
- Rudy Tambala
- Steven Young
- Martyn Young
- Chris "C.J." Mackintosh
- Dave Dorrell

## Discografia

### Singoli
- 1987 - Pump Up the Volume (4AD)